# 経済財政省 (イタリア)
経済財政省（けいざいざいせいしょう：Ministero dell'Economia e delle Finanze）は、イタリアの行政機関のひとつ。マクロ経済政策や財政政策などを所管している。

## 概要
1947年の第3次デ・ガスペリ内閣時点で大蔵省（Ministero del Finanze）と財務省（Ministero del Tesoro）を統合しようとしていたが、ピエトロ・カンリッピ大蔵大臣兼財務大臣に権限が集中しすぎたため、この計画は50年以上も表に上がらずにいた。
1998年1月1日に財務省と予算経済企画省が統合され、財務・予算経済計画省が設置された。
1999年7月30日付の政令第300号の公布で経済省庁、すなわち大蔵省と財務・予算経済企画省を統合する運びとなった。
2001年3月26日付の大統領令107号で大蔵省と財務・予算経済企画省の経済財政省への吸収が制定された。同年6月に大蔵省と財務・予算経済企画省を統合し、経済財政省が設置された。

## 組織
- 財務省
- 経済省
- 財務警察 (イタリア)（イタリア語版、英語版） - イタリアの警察機関の一つ。